# Covert Affairs/Episodenliste

Logo zur Serie

Diese Episodenliste enthält alle Episoden der US-amerikanischen Krimiserie Covert Affairs, sortiert nach der US-amerikanischen Erstausstrahlung. Zwischen 2010 und 2014 entstanden in fünf Staffeln 75 Episoden mit einer Länge von jeweils etwa 40 Minuten.

## Übersicht
| Staffel | Episodenanzahl | Erstausstrahlung USA | Erstausstrahlung USA | Deutschsprachige Erstausstrahlung | Deutschsprachige Erstausstrahlung |
| Staffel | Episodenanzahl | Staffelpremiere      | Staffelfinale        | Staffelpremiere                   | Staffelfinale                     |
| ------- | -------------- | -------------------- | -------------------- | --------------------------------- | --------------------------------- |
| 1       | 11             | 13. Juli 2010        | 14. September 2010   | 12. September 2011                | 27. September 2011                |
| 2       | 16             | 7. Juni 2011         | 6. Dezember 2011     | 12. April 2012                    | 31. Mai 2012                      |
| 3       | 16             | 10. Juli 2012        | 20. November 2012    | 22. April 2014                    | 23. Mai 2014                      |
| 4       | 16             | 16. Juli 2013        | 21. November 2013    | 5. September 2014                 | 29. September 2014                |
| 5       | 16             | 24. Juni 2014        | 18. Dezember 2014    | 12. August 2015                   | 3. September 2015                 |

## Staffel 1
Die Erstausstrahlung der ersten Staffel war vom 13. Juli bis zum 14. September 2010 auf dem US-amerikanischen Kabelsender USA Network zu sehen. Die deutschsprachige Erstausstrahlung sendete der deutsche Pay-TV-Sender 13th Street Universal vom 12. bis zum 27. September 2011.
| Nr. (ges.) | Nr. (St.) | Deutscher Titel                | Originaltitel                    | Erstausstrahlung USA | Deutschsprachige Erstausstrahlung (D) | Regie             | Drehbuch                        |
| ---------- | --------- | ------------------------------ | -------------------------------- | -------------------- | ------------------------------------- | ----------------- | ------------------------------- |
| 1          | 1         | Annie Walker, CIA              | Welcome to the CIA Pilot         | 13. Juli 2010        | 12. Sep. 2011                         | Tim Matheson      | Matt Corman & Chris Ord         |
| 2          | 2         | Reingeschneit und Recht gehabt | Walter’s Walk                    | 20. Juli 2010        | 13. Sep. 2011                         | Félix Alcalá      | Matt Corman & Chris Ord         |
| 3          | 3         | Von Wurzeln und Mauern         | South Bound Suarez               | 27. Juli 2010        | 11. Okt. 2011                         | John Kretchmer    | James Parriott                  |
| 4          | 4         | Vertrauensfragen               | No Quarter                       | 3. Aug. 2010         | 19. Sep. 2011                         | Allan Kroeker     | Stephen Hootstein               |
| 5          | 5         | Schmutzige Hände               | In the Light                     | 10. Aug. 2010        | 19. Sep. 2011                         | Jonathan Glassner | Meredith Lavender & Marcie Ulin |
| 6          | 6         | Affären                        | Houses of the Holy               | 17. Aug. 2010        | 20. Sep. 2011                         | Alex Chapple      | Dana Calvo                      |
| 7          | 7         | Das Spiel mit den Gefühlen     | Communication Breakdown          | 24. Aug. 2010        | 20. Sep. 2011                         | Kate Woods        | Matthew Lau                     |
| 8          | 8         | Auf eigene Faust               | What Is and What Should Never Be | 31. Aug. 2010        | 26. Sep. 2011                         | Rod Hardy         | Brett Conrad                    |
| 9          | 9         | Das Land der Träume            | Fool in the Rain                 | 7. Sep. 2010         | 26. Sep. 2011                         | Vincent Misiano   | Stephen Hootstein               |
| 10         | 10        | Die Würfel sind gefallen       | I Can’t Quit You Baby            | 14. Sep. 2010        | 27. Sep. 2011                         | Ken Girotti       | James Parriott                  |
| 11         | 11        | Die Wahrheit ist kompliziert   | When the Levee Breaks            | 14. Sep. 2010        | 27. Sep. 2011                         | Allan Kroeker     | Matt Corman & Chris Ord         |

## Staffel 2
Die Erstausstrahlung der zweiten Staffel war vom 7. Juni bis zum 6. Dezember 2011 auf dem US-amerikanischen Kabelsender USA Network zu sehen. Die deutschsprachige Erstausstrahlung sendete der deutsche Sender 13th Street Universal vom 12. April bis zum 31. Mai 2012.
| Nr. (ges.) | Nr. (St.) | Deutscher Titel                     | Originaltitel                  | Erstausstrahlung USA | Deutschsprachige Erstausstrahlung (D) | Regie              | Drehbuch                |
| ---------- | --------- | ----------------------------------- | ------------------------------ | -------------------- | ------------------------------------- | ------------------ | ----------------------- |
| 12         | 1         | Opfer oder Täter?                   | Begin the Begin                | 7. Juni 2011         | 12. Apr. 2012                         | Kate Woods         | Matt Corman & Chris Ord |
| 13         | 2         | Wiedersehen macht Freude            | Good Advices                   | 14. Juni 2011        | 12. Apr. 2012                         | Ken Girotti        | Stephen Hootstein       |
| 14         | 3         | Zurück zu den Anfängen              | Bang and Blame                 | 21. Juni 2011        | 19. Apr. 2012                         | Allan Kroeker      | Erica Shelton           |
| 15         | 4         | Für Gott, Vaterland und Panna Cotta | All the Right Friends          | 28. Juni 2011        | 19. Apr. 2012                         | Stephen Kay        | Norman Morrill          |
| 16         | 5         | Nur ein hellblauer Punkt            | Around the Sun                 | 5. Juli 2011         | 26. Apr. 2012                         | Félix Alcalá       | Dana Calvo              |
| 17         | 6         | Hart an der Grenze                  | The Outsiders                  | 12. Juli 2011        | 26. Apr. 2012                         | Marc Roskin        | Julia Ruchman           |
| 18         | 7         | Auge um Auge                        | Half a World Away              | 19. Juli 2011        | 3. Mai 2012                           | Félix Alcalá       | Julia Ruchman           |
| 19         | 8         | Von Drahtziehern und Marionetten    | Welcome to the Occupation      | 26. Juli 2011        | 3. Mai 2012                           | John Fawcett       | Zak Schwartz            |
| 20         | 9         | Ein Leben voller Lügen              | Sad Professor                  | 2. Aug. 2011         | 10. Mai 2012                          | J. Miller Tobin    | Alex Berger             |
| 21         | 10        | Verrat                              | World Leader Pretend           | 9. Aug. 2011         | 10. Mai 2012                          | Kate Woods         | Matt Corman & Chris Ord |
| 22         | 11        | Die liebe Verwandtschaft            | The Wake-Up Bomb               | 1. Nov. 2011         | 17. Mai 2012                          | Stephen Kay        | Stephen Hootstein       |
| 23         | 12        | Uns bleibt immer noch Berlin        | Uberlin                        | 8. Nov. 2011         | 17. Mai 2012                          | Jonathan Glassner  | Erica Shelton           |
| 24         | 13        | Der Fluss des Lebens                | A Girl Like You                | 15. Nov. 2011        | 24. Mai 2012                          | Stephen Kay        | Norman Morrill          |
| 25         | 14        | Schachmatt                          | Horse to Water                 | 22. Nov. 2011        | 24. Mai 2012                          | Rosemary Rodriguez | Alex Berger             |
| 26         | 15        | Der Spion, der keiner war           | What’s the Frequency, Kenneth? | 29. Nov. 2011        | 31. Mai 2012                          | Omar Madha         | Donald Joh              |
| 27         | 16        | Dafür gibt es kein Protokoll        | Letter Never Sent              | 6. Dez. 2011         | 31. Mai 2012                          | Allan Kroeker      | Matt Corman & Chris Ord |

## Staffel 3
Die Erstausstrahlung der dritten Staffel war vom 10. Juli bis zum 20. November 2012 auf dem US-amerikanischen Kabelsender USA Network zu sehen. Die deutschsprachige Erstausstrahlung sendete der Schweizer Free-TV-Sender SRF zwei vom 22. April bis zum 23. Mai 2014.
| Nr. (ges.) | Nr. (St.) | Deutscher Titel             | Originaltitel                     | Erstausstrahlung USA | Deutschsprachige Erstausstrahlung (CH) | Regie              | Drehbuch                |
| ---------- | --------- | --------------------------- | --------------------------------- | -------------------- | -------------------------------------- | ------------------ | ----------------------- |
| 28         | 1         | Mit den Waffen einer Frau   | Hang on to Yourself               | 10. Juli 2012        | 22. Apr. 2014                          | Allan Kroeker      | Matt Corman & Chris Ord |
| 29         | 2         | Flitterwochen               | Sound and Version                 | 17. Juli 2012        | 23. Apr. 2014                          | Stephen Kay        | Stephen Hootstein       |
| 30         | 3         | Entführung aus dem Paradies | The Last Thing You Should Do      | 24. Juli 2012        | 24. Apr. 2014                          | Félix Alcalá       | Norman Morrill          |
| 31         | 4         | Schlussstriche              | Speed of Life                     | 31. Juli 2012        | 25. Apr. 2014                          | Michael Smith      | Erica Shelton           |
| 32         | 5         | Reise nach Jerusalem        | This Is Not America               | 14. Aug. 2012        | 28. Apr. 2014                          | Allan Kroeker      | Julia Ruchman           |
| 33         | 6         | Mentoren                    | Hello Stranger                    | 21. Aug. 2012        | 5. Mai 2014                            | Elodie Keene       | Steve Harper            |
| 34         | 7         | Hauptgewinn                 | Loving the Alien                  | 28. Aug. 2012        | 6. Mai 2014                            | J. Miller Tobin    | Alex Berger             |
| 35         | 8         | Scherbenhaufen              | Glass Spider                      | 4. Sep. 2012         | 7. Mai 2014                            | Stephen Kay        | Zak Schwartz            |
| 36         | 9         | Aus der Traum               | Suffragette City                  | 11. Sep. 2012        | 8. Mai 2014                            | Félix Alcalá       | Tamara Becher           |
| 37         | 10        | Himmelfahrtskommando        | Let’s Dance                       | 18. Sep. 2012        | 13. Mai 2014                           | Andrew Bernstein   | Matt Corman & Chris Ord |
| 38         | 11        | Auf der Flucht              | Rock ’n’ Roll Suicide             | 16. Okt. 2012        | 15. Mai 2014                           | Stephen Kay        | Stephen Hootstein       |
| 39         | 12        | Geheime Pläne               | Wishful Beginnings                | 23. Okt. 2012        | 16. Mai 2014                           | Tawnia McKiernan   | Julia Ruchman           |
| 40         | 13        | Umgehungslösungen           | Man in the Middle                 | 30. Okt. 2012        | 19. Mai 2014                           | Christopher Gorham | Alex Berger             |
| 41         | 14        | Unschöne Wahrheiten         | Scary Monsters (and Super Creeps) | 6. Nov. 2012         | 21. Mai 2014                           | Emile Levisetti    | Tamara Becher           |
| 42         | 15        | Vom Gejagten zum Jäger      | Quicksand                         | 13. Nov. 2012        | 22. Mai 2014                           | Jamie Barber       | Zak Schwartz            |
| 43         | 16        | Timing ist alles            | Lady Stardust                     | 20. Nov. 2012        | 23. Mai 2014                           | Renny Harlin       | Matt Corman & Chris Ord |

## Staffel 4
Die Erstausstrahlung der vierten Staffel war vom 16. Juli bis zum 21. November 2013 auf dem US-amerikanischen Kabelsender USA Network zu sehen. Die deutschsprachige Erstausstrahlung sendete der Schweizer Free-TV-Sender SRF zwei vom 5. September bis zum 29. September 2014.
| Nr. (ges.) | Nr. (St.) | Deutscher Titel            | Originaltitel             | Erstausstrahlung USA | Deutschsprachige Erstausstrahlung (CH) | Regie              | Drehbuch                                                       | Quoten (USA) |
| ---------- | --------- | -------------------------- | ------------------------- | -------------------- | -------------------------------------- | ------------------ | -------------------------------------------------------------- | ------------ |
| 44         | 1         | Der verlorene Sohn         | Vamos                     | 16. Juli 2013        | 5. Sep. 2014                           | Stephen Kay        | Matt Corman & Chris Ord                                        | 2,39 Mio.    |
| 45         | 2         | Falsche (Ge-)Fährten       | Dig for Fire              | 23. Juli 2013        | 8. Sep. 2014                           | Félix Alcalá       | Stephen Hootstein                                              | 2,67 Mio.    |
| 46         | 3         | Auf der richtigen Seite    | Into the White            | 30. Juli 2013        | 9. Sep. 2014                           | Stephen Kay        | Julia Ruchman                                                  | 2,29 Mio.    |
| 47         | 4         | Wie gewonnen, so zerronnen | Rock A My Soul            | 6. Aug. 2013         | 10. Sep. 2014                          | Félix Alcalá       | Thania St. John                                                | 2,66 Mio.    |
| 48         | 5         | Rückversicherung           | Here Comes Your Man       | 13. Aug. 2013        | 11. Sep. 2014                          | Sylvain White      | Hank Chilton                                                   | 2,22 Mio.    |
| 49         | 6         | Ungewollte Rettung         | Space (I Believe In)      | 20. Aug. 2013        | 15. Sep. 2014                          | Nick Copus         | Zak Schwartz                                                   | 2,46 Mio.    |
| 50         | 7         | Die Qual der Wahl          | Crackity Jones            | 27. Aug. 2013        | 16. Sep. 2014                          | Emile Levisetti    | Tamara Becher-Wilkinson                                        | 2,36 Mio.    |
| 51         | 8         | Der Wahrheit auf der Spur  | I’ve Been Waiting for You | 3. Sep. 2013         | 17. Sep. 2014                          | J. Miller Tobin    | Julia Ruchman                                                  | 2,64 Mio.    |
| 52         | 9         | Ohne jeden Skrupel         | Hang Wire                 | 10. Sep. 2013        | 18. Sep. 2014                          | Jamie Barber       | Stephen Hootstein                                              | 2,20 Mio.    |
| 53         | 10        | Kein anderer Ausweg        | Levitate Me               | 17. Sep. 2013        | 19. Sep. 2014                          | Félix Alcalá       | Matt Corman & Chris Ord                                        | 3,16 Mio.    |
| 54         | 11        | Neues Leben, alte Feinde   | Dead                      | 17. Okt. 2013        | 22. Sep. 2014                          | Christine Moore    | Thania St. John                                                | 2,05 Mio.    |
| 55         | 12        | Vertraue niemandem         | Something Against You     | 24. Okt. 2013        | 23. Sep. 2014                          | Larysa Kondrack    | Steve Harper                                                   | 1,69 Mio.    |
| 56         | 13        | Geisterstunde              | No. 13 Baby               | 31. Okt. 2013        | 24. Sep. 2014                          | Roger Kumble       | Hank Chilton                                                   | 1,87 Mio.    |
| 57         | 14        | Puzzleteile                | River Euphrates           | 7. Nov. 2013         | 25. Sep. 2014                          | Christopher Gorham | Stephen Hootstein & Julia Ruchman                              | 1,63 Mio.    |
| 58         | 15        | Showtime                   | There Goes My Gun         | 14. Nov. 2013        | 26. Sep. 2014                          | Stephen Kay        | Tamara Becher-Wilkinson & Zak Schwartz                         | 1,76 Mio.    |
| 59         | 16        | Zurück ins Leben           | Trompe Le Monde           | 21. Nov. 2013        | 29. Sep. 2014                          | Stephen Kay        | Handlung: Matt Corman & Chris Ord Schauspiel: Lynn Renee Maxcy | 2,34 Mio.    |

## Staffel 5
Die Erstausstrahlung der fünften Staffel war vom 24. Juni bis zum 18. Dezember 2014 auf dem US-amerikanischen Kabelsender USA Network zu sehen. Die deutschsprachige Erstausstrahlung sendete der Pay-TV-Sender 13th Street vom 12. August bis zum 3. September 2015.
| Nr. (ges.) | Nr. (St.) | Deutscher Titel             | Originaltitel                    | Erstausstrahlung USA | Deutschsprachige Erstausstrahlung (D) | Regie              | Drehbuch                | Quoten (USA) |
| ---------- | --------- | --------------------------- | -------------------------------- | -------------------- | ------------------------------------- | ------------------ | ----------------------- | ------------ |
| 60         | 1         | Schatten der Vergangenheit  | Shady Lane                       | 24. Juni 2014        | 12. Aug. 2015                         | Félix Alcalá       | Matt Corman & Chris Ord | 1,88 Mio.    |
| 61         | 2         | Wege, die sich kreuzen      | False Skorpion                   | 1. Juli 2014         | 12. Aug. 2015                         | Stephen Kay        | Stephen Hootstein       | 1,72 Mio.    |
| 62         | 3         | Grenzgänge                  | Unseen Power of the Picket Fence | 8. Juli 2014         | 13. Aug. 2015                         | Stephen Kay        | Tamara Becher-Wilkinson | 1,44 Mio.    |
| 63         | 4         | Riskante Wahrheiten         | Silence Kit                      | 15. Juli 2014        | 13. Aug. 2015                         | Félix Alcalá       | Zak Schwartz            | 1,52 Mio.    |
| 64         | 5         | Verhängnisvolle Gefühle     | Elevate Me Later                 | 22. Juli 2014        | 19. Aug. 2015                         | Jamie Barber       | Karen Campbell          | 1,70 Mio.    |
| 65         | 6         | In letzter Sekunde          | Embassy Row                      | 29. Juli 2014        | 19. Aug. 2015                         | Jamie Barber       | Henry Alonso Myers      | 1,66 Mio.    |
| 66         | 7         | Gratwanderung               | Brink of the Clouds              | 5. Aug. 2014         | 20. Aug. 2015                         | Félix Alcalá       | Hayley Tyler            | 1,64 Mio.    |
| 67         | 8         | Keine andere Wahl           | Grounded                         | 12. Aug. 2014        | 20. Aug. 2015                         | Larysa Kondracki   | Hank Chilton            | 1,62 Mio.    |
| 68         | 9         | Unter Verdacht              | Spit on a Stranger               | 19. Aug. 2014        | 26. Aug. 2015                         | Emile Levisetti    | Joseph Sousa            | 1,63 Mio.    |
| 69         | 10        | Trau deinem Instinkt        | Sensitive Euro Man               | 26. Aug. 2014        | 26. Aug. 2015                         | Larysa Kondracki   | Tamara Becher-Wilkinson | 1,79 Mio.    |
| 70         | 11        | Stark sein, Schwäche zeigen | Trigger Cut                      | 6. Nov. 2014         | 27. Aug. 2015                         | Stephen Kay        | Stephen Hootstein       | 1,22 Mio.    |
| 71         | 12        | Niemand ist sicher          | Starlings of the Slipstream      | 13. Nov. 2014        | 27. Aug. 2015                         | Christopher Gorham | Karen Campbell          | 1,13 Mio.    |
| 72         | 13        | Die Zeit läuft              | She Believes                     | 20. Nov. 2014        | 2. Sep. 2015                          | Christine Moore    | Hayley Tyler            | 1,35 Mio.    |
| 73         | 14        | Auf eigenes Risiko          | Transport is Arranged            | 4. Dez. 2014         | 2. Sep. 2015                          | Emile Levisetti    | Henry Alonso Myers      | 1,38 Mio.    |
| 74         | 15        | Immer vorwärts, nie zurück  | Frontwards                       | 11. Dez. 2014        | 3. Sep. 2015                          | Stephen Kay        | Stephen Hootstein       | 1,31 Mio.    |
| 75         | 16        | Hör auf Dein Herz           | Gold Soundz                      | 18. Dez. 2014        | 3. Sep. 2015                          | Stephen Kay        | Matt Corman & Chris Ord | 1,59 Mio.    |